# Notomys mordax
Notomys mordax is een uitgestorven knaagdier uit het geslacht Notomys.

## Anatomie
De schedel lijkt sterk op die van Notomys mitchellii, maar de kiezen zijn groter, de voortanden breder en er zit een extra knobbel op de eerste bovenkies. Mogelijk is het alleen maar een groot exemplaar van N. mitchellii. Recentelijk zijn er ook een aantal subfossiele schedels van Notomys-exemplaren gevonden bij Coonabarabran in het noordoosten van New South Wales. Ze hebben wat kleinere tanden dan N. mitchellii uit Victoria en Zuid-Australië. Het is nog onduidelijk bij welke soort die exemplaren horen.

## Verspreiding
Deze soort kwam voor in Australië. Er is slechts één schedel bekend, die in de jaren '40 van de 19e eeuw is gevonden in de Darling Downs van Zuidoost-Queensland. 